# Micromygale diblemma
Micromygale diblemma is een spinnensoort uit de familie Microstigmatidae. De soort komt voor in Panama.